# Renato Neto
Renato Cardoso Porto Neto (Camacan, 27 september 1991) is een Braziliaanse voetballer.

## Carrière

### Jeugd
Renato Neto werd geboren in Brazilië en leerde voetballen bij Academia Catarinense de Futebol, een club uit Santa Catarina. Daar werden zijn prestaties opgemerkt door de Portugese voetbalclub Benfica. Toch was het niet Benfica, maar wel Sporting Lissabon dat de jonge aanvaller kon overtuigen om naar Portugal te verhuizen. In 2007 belandde Neto in Lissabon, waar hij alle jeugdreeksen doorliep. Bij de jeugd speelde hij drie keer op rij kampioen.

### Sporting Lissabon
Als jeugdspeler bij Sporting Lissabon werd hij tijdens de laatste wedstrijden van het seizoen 2008/09 enkele keren in de spelerskern van het eerste elftal opgenomen. Hij maakte zijn uiteindelijke debuut op 24 mei 2009 in een wedstrijd tegen CD Nacional. Daarna verdween hij weer een volledig seizoen naar het beloftenelftal en pas tijdens de laatste wedstrijden van het seizoen 2009/10 kwam hij weer bij de A-kern. Hij mocht pas tijdens de allerlaatste wedstrijd van het seizoen opnieuw invallen.

### Cercle Brugge
In 2010 besloot Sporting om Neto samen met zijn ploegmaat Nuno Reis uit te lenen aan Cercle Brugge, in de hoop dat hij meer ervaring en wedstrijdritme zou opdoen. Neto mocht voor het eerst aantreden in het shirt van Cercle tijdens de tweede voorronde van de Europa League tegen TPS Turku. Hij viel tijdens de rust in voor Lukas Van Eenoo en maakte indruk, waardoor hij de volgende Europese matchen door trainer Bob Peeters in de basis werd geplaatst. Neto speelde in zijn eerste seizoen  45 wedstrijden voor Cercle Brugge, waarvan 36 in de competitie. Ook in zijn tweede seizoen bij Cercle, dat slechts een half seizoen zou duren, was hij een onbetwistbare titularis bij groen-zwart.

### Videoton
Eind 2011 werd Neto bij Cercle teruggeroepen door Sporting Lissabon, maar hij kreeg er onvoldoende speelgelegenheid. Daarom werd Neto in het seizoen 2012/13 opnieuw verhuurd, dit keer aan het Hongaarse Videoton FC. Neto speelde in de Europa League onder andere tegen RC Genk en AA Gent. Halverwege het seizoen maakte hij op huurbasis de overstap naar laatstgenoemde club.

### KAA Gent
Bob Peeters haalde Neto in januari 2013 naar KAA Gent om weer meer balans in zijn ploeg te krijgen. In zijn eerste jaar bij Gent werd de Braziliaan meteen sterkhouder en hielp hij Gent naar de finale van de Play-offs, die Gent uiteindelijk verloor. In het daaropvolgende seizoen 2013/14 begon hij moeilijker aan het seizoen maar onder de nieuwe coach Mircea Rednic groeide Neto uit tot vaste waarde van het Gentse middenveld. Later dat seizoen, in maart 2014, maakte KAA Gent bekend dat de club een principeakkoord met Neto had om voor 3 seizoenen bij KAA Gent te tekenen. Ook de daaropvolgende seizoenen bleef Neto een vaste waarde bij KAA Gent onder coach Hein Vanhaezebrouck. In het seizoen 2014/15 behaalde Neto met Gent de landstitel. Hij maakte daarbij vanop de stip het tweede doelpunt in de beslissende thuiswedstrijd tegen Standard Luik (eindstand 2-0). Enkele dagen later werd Neto geopereerd aan de knie.
In november 2016 raakte verrassend bekend dat Neto, die op dat moment reeds bijna vier jaar voor KAA Gent speelde, eigenlijk nog steeds geen eigendom was van de club, maar gehuurd werd van de Braziliaanse club Atlético Monte Azul. Enkele weken later, op 9 december, kondigde KAA Gent aan dat het contract van Neto verlengd was tot 2019 en dat de speler nu ook definitief eigendom was van KAA Gent. Later zei Neto hierover in een interview dat hij in 2013 bij Monte Azul had getekend op voorstel van zijn manager, maar dat hij zelf weinig over die club wist.
Op 3 maart 2017 onderging Neto een kijkoperatie aan de knie, nadat hij al enkele weken met een blessure kampte. Daardoor miste hij dat seizoen de rest van de reguliere competitie en de start van Play-Off 1. Uiteindelijk speelde hij dat seizoen nog drie wedstrijden in Play-Off 1.
Na het seizoen 2016/17 sprong een transfer naar het Engelse Brighton & Hove Albion af omdat hij niet slaagde in de medische testen. Op 1 augustus van dat jaar onderging hij een nieuwe operatie aan de knie. Hij miste het volledige seizoen 2017/18 voor zijn revalidatie.
Na bijna anderhalf jaar afwezigheid maakte Neto op 26 oktober 2018 zijn wederoptreden in de Ghelamco Arena, tijdens een thuiswedstrijd tegen Sporting Charleroi. Hij verving Brecht Dejaegere in de 92ste minuut onder luid applaus van de Gentse supporters. Tijdens de winterstop nam de club hem echter niet mee op winterstage en kreeg hij te horen dat zijn contract, dat na dat seizoen afliep, niet verlengd zou worden. Bij de laatste thuiswedstrijd van dat seizoen werd Neto voorafgaand aan de wedstrijd uitgebreid gehuldigd door de club en de supporters.

### KV Oostende
Daags na zijn afscheid in de Ghelamco Arena tekende Neto bij KV Oostende een contract voor één seizoen met optie voor een tweede seizoen. Neto maakte op de zesde speeldag van de Jupiler Pro League zijn debuut voor Oostende tegen KV Kortrijk. Op de zevende speeldag, tegen Standard Luik, behaalde hij zijn eerste basisplaats in 846 dagen. Daarna liep de Braziliaan opnieuw een blessure op, ditmaal aan de kuit, waardoor hij pas drie maanden later zijn comeback kon maken tegen zijn ex-club AA Gent. Op het einde van het seizoen werd zijn aflopende contract bij KV Oostende niet verlengd, waardoor Neto uiteindelijk slechts elf officiële wedstrijden speelde voor de kustclub, waaronder tien in de competitie.

### KMSK Deinze, Sirens FC, KSC Blankenberge
Op 12 augustus 2020 werd Neto samen met zijn ex-ploegmaat Ronald Vargas voorgesteld bij KMSK Deinze. Hij verliet de club na een seizoen. Nadat hij een tijdje zonder club zat tekende hij in januari 2022 bij het Maltese Sirens FC waar hij de rest van het seizoen speelde. Hij zat daarna opnieuw zonder club en tekende in januari 2023 bij KSC Blankenberge. Hij promoveerde aan het einde van het seizoen met de club naar de Derde afdeling.

## Spelersstatistieken
| Seizoen         | Club                | Land               | Competitie                   | Competitie | Competitie | Beker | Beker | Andere | Andere | Internationaal | Internationaal | Totaal | Totaal |
| Seizoen         | Club                | Land               | Competitie                   | Wed.       | Dlp.       | Wed.  | Dlp.  | Wed.   | Dlp.   | Wed.           | Dlp.           | Wed.   | Dlp.   |
| --------------- | ------------------- | ------------------ | ---------------------------- | ---------- | ---------- | ----- | ----- | ------ | ------ | -------------- | -------------- | ------ | ------ |
| 2008/09         | Sporting Lissabon   | Vlag van Portugal  | SuperLiga                    | 1          | 0          | 0     | 0     | 0      | 0      | 0              | 0              | 1      | 0      |
| 2009/10         | Sporting Lissabon   | Vlag van Portugal  | SuperLiga                    | 1          | 0          | 0     | 0     | 0      | 0      | 0              | 0              | 1      | 0      |
| 2010/11         | → Cercle Brugge     | Vlag van België    | Jupiler Pro League           | 36         | 4          | 5     | 1     | 0      | 0      | 4              | 0              | 45     | 5      |
| 2011/12         | → Cercle Brugge     | Vlag van België    | Jupiler Pro League           | 18         | 1          | 1     | 0     | 0      | 0      | —              | —              | 19     | 1      |
| 2011/12         | Sporting Lissabon   | Vlag van Portugal  | SuperLiga                    | 6          | 1          | 1     | 0     | 0      | 0      | 4              | 0              | 11     | 1      |
| 2012/13         | → Videoton FC       | Vlag van Hongarije | Magyar Labdarúgó Liga        | 15         | 1          | 1     | 0     | 0      | 0      | 8              | 0              | 24     | 1      |
| 2012/13         | → KAA Gent          | Vlag van België    | Jupiler Pro League           | 17         | 0          | 1     | 0     | 0      | 0      | 0              | 0              | 18     | 0      |
| 2013/14         | Atlético Monte Azul | Vlag van Brazilië  | Campeonato Paulista Série A2 | 0          | 0          | 0     | 0     | 0      | 0      | —              | —              | 0      | 0      |
| 2013/14         | → KAA Gent          | Vlag van België    | Jupiler Pro League           | 33         | 2          | 5     | 2     | 0      | 0      | —              | —              | 38     | 4      |
| 2014/15         | → KAA Gent          | Vlag van België    | Jupiler Pro League           | 35         | 7          | 5     | 0     | 0      | 0      | —              | —              | 40     | 7      |
| 2015/16         | → KAA Gent          | Vlag van België    | Jupiler Pro League           | 35         | 3          | 5     | 0     | 1      | 0      | 8              | 0              | 49     | 3      |
| 2016/17         | → KAA Gent          | Vlag van België    | Jupiler Pro League           | 16         | 4          | 1     | 0     | 0      | 0      | 10             | 3              | 27     | 7      |
| 2016/17         | KAA Gent            | Vlag van België    | Jupiler Pro League           | 8          | 0          | 0     | 0     | 0      | 0      | 0              | 0              | 8      | 0      |
| 2017/18         | KAA Gent            | Vlag van België    | Jupiler Pro League           | 0          | 0          | 0     | 0     | 0      | 0      | 0              | 0              | 0      | 0      |
| 2018/19         | KAA Gent            | Vlag van België    | Jupiler Pro League           | 1          | 0          | 0     | 0     | 0      | 0      | 0              | 0              | 1      | 0      |
| 2019/20         | KV Oostende         | Vlag van België    | Jupiler Pro League           | 10         | 0          | 1     | 0     | 0      | 0      | —              | —              | 11     | 0      |
| 2020/21         | KMSK Deinze         | Vlag van België    | Eerste klasse B              | 0          | 0          | 0     | 0     | 0      | 0      | —              | —              | 0      | 0      |
| Carrière totaal | Carrière totaal     | Carrière totaal    | Carrière totaal              | 222        | 23         | 26    | 3     | 1      | 0      | 34             | 3              | 293    | 29     |